# Krzysztof Kobylański
Krzysztof Kobylański inne formy nazwiska: Cobylenius, Kobyleński, Kobyliński, herbu Grzymała, (ok. 1520, zm. 1565) – magnat, poeta renesansowy (wczesnohumanistyczny) polsko-łaciński.

## Życiorys
Pochodził z rodu szlacheckiego, osiadłego w ziemi sieradzkiej. Ojcem jego był Mikołaj Kobylański (zm. 1540) kasztelan rozpierski, matką Anna (zwaną przez niego Zofią) z Pileckich, a bratem Jan Kobylański. Jego ojczymem był Andrzej Bzicki (zm. 1567) kasztelan chełmski. Wedle własnego świadectwa studiował poza Polską teologię, prawdopodobnie był kalwinem. Wykształcenie Kobylańskiego podnosił Piotr Roizjusz, Andrzej Trzecieski natomiast jego talent poety. Prawdopodobnie należał do dworzan hetmana Jana Tarnowskiego. Właściciel rozległych dóbr w ziemi wieluńskiej, w tym Dankowa oraz Dukielszczyzny. Sąsiadował i przyjaźnił się z Marcinem Bielskim. Zmarł w roku 1565.

## Spadkobiercy
Po Krzysztofie Kobylańskim, w roku 1566, dobra odziedziczyły jego 3 siostry:
- Jadwiga, żona Jana Lubnickiego
- Anna, żona Stanisława Spinka
- Dorota, żona Jana Latalskiego

oraz Andrzej, Jan i Anna – dzieci nieżyjącej Barbary Męcińskiej z Kobylańskich, żony Alberta Męcińskiego.

## Twórczość
Autor m.in. epigramatów. Należy do ciekawszych w skali krajowej poetów renesansowych, którzy pisali po łacinie. W roku 1558 wydał w Krakowie (drukarnia Ł. Andrysowic) zbiór swoich utworów pt. Variorum epigrammatum ad Stanislaum Rozimontanum libellus. W zbiorze m.in.: bajka ludowa – poemacik łaciński Metamorphoseon parvuli et puellae liber unus – z najstarszym w dziejach baśni europejskiej przekazem motywu o "brat baranek", o metamorfozie dziewczyny i chłopca. Utwór ten przynależy do gatunku o nazwie epyllion. Składa się z prawie trzystu heksametrów. Tytuł poematu nawiązuje do Metamorfoz Owidiusza, jednak samej historii nie ma u Owidiusza, zaczerpnięta została z tradycji ludowej. Podobny motyw wykorzystał Adam Mickiewicz w balladzie Rybka z tomu Ballady i romanse. Utwór Kobylańskiego nie ma wysokich walorów artystycznych, oryginalne jest jednak wykorzystanie motywu ludowego, podczas gdy inni poeci nowołacińscy odwoływali się głównie do wątków antycznych. Wydanie krytyczne L. Winniczuk, Warszawa 1961, Bibliotheca Latina Medii et Recentioris Aevi, t. 4.